# Stefan Brennsteiner
Stefan Brennsteiner (ur. 3 października 1991 w Zell am See) – austriacki narciarz alpejski, złoty medalista igrzysk olimpijskich.

## Kariera
Po raz pierwszy na arenie międzynarodowej pojawił się 13 grudnia 2006 roku podczas zawodów FIS Race w austriackim Jerzens. Nie ukończył wtedy slalomu. Debiut w Pucharze Świata zanotował 28 października 2012 roku, kiedy to w Sölden nie zdołał się zakwalifikować do drugiego przejazdu w gigancie. Pierwsze pucharowe punkty zdobył 2 lutego 2014 roku w szwajcarskim Sankt Moritz, gdzie w tej samej konkurencji zajął 23. miejsce. Na podium zawodów tego cyklu pierwszy raz stanął 27 lutego 2021 roku w Bansku, kończąc rywalizację w gigancie na trzeciej pozycji. Wyprzedzili go jedynie Chorwat Filip Zubčić i Mathieu Faivre z Francji.
Na Zimowych Igrzyskach Olimpijskich 2018 wystartował w gigancie, lecz nie ukończył drugiego przejazdu. Rok później wystąpił na mistrzostwach świata w Åre, gdzie w gigancie zajął dziewiątą pozycję. Podczas rozgrywanych cztery lata później igrzysk olimpijskich w Pekinie wraz z reprezentacją Austrii wywalczył złoty medal w zawodach drużynowych. Zajął także 27. miejsce w gigancie. Był też między innymi czwarty w gigancie na mistrzostwach świata w Courchevel/Méribel w 2023 roku. Walkę o brązowy medal przegrał tam ze swym rodakiem Marco Schwarzem o 0,36 sekundy.

## Osiągnięcia

### Igrzyska olimpijskie
| Miejsce | Dzień     | Rok  | Miejscowość | Konkurencja | Czas biegu | Strata | Zwycięzca       |
| ------- | --------- | ---- | ----------- | ----------- | ---------- | ------ | --------------- |
| DNF2    | 18 lutego | 2018 | Pjongczang  | Gigant      | 2:18,04    | -      | Marcel Hirscher |
| 27.     | 13 lutego | 2022 | Pekin       | Gigant      | 2:09,35    | +15,63 | Marco Odermatt  |
| złoto   | 20 lutego | 2022 | Pekin       | Drużynowo   | -          | -      | -               |

### Mistrzostwa świata
| Miejsce | Dzień     | Rok  | Miejscowość        | Konkurencja      | Czas biegu | Strata | Zwycięzca            |
| ------- | --------- | ---- | ------------------ | ---------------- | ---------- | ------ | -------------------- |
| 9.      | 15 lutego | 2019 | Åre                | Gigant           | 2:20,24    | +1,38  | Henrik Kristoffersen |
| DNF2    | 19 lutego | 2021 | Cortina d’Ampezzo  | Gigant           | 2:05,86    | -      | Mathieu Faivre       |
| 4.      | 14 lutego | 2023 | Courchevel/Méribel | Drużynowo        | –          | –      | Stany Zjednoczone    |
| 4.      | 17 lutego | 2023 | Courchevel/Méribel | Gigant           | 2:34,08    | +0,76  | Marco Odermatt       |
| 6.      | 4 lutego  | 2025 | Saalbach           | Zawody drużynowe | –          | –      | Włochy               |
| DNF1    | 14 lutego | 2025 | Saalbach           | Gigant           | 2:39,71    | –      | Raphael Haaser       |

### Puchar Świata

#### Miejsca w klasyfikacji generalnej
- sezon 2013/2014: 129.
- sezon 2015/2016: 149.
- sezon 2017/2018: 80.
- sezon 2018/2019: 97.
- sezon 2019/2020: 120.
- sezon 2020/2021: 28.
- sezon 2021/2022: 25.
- sezon 2022/2023: 39.
- sezon 2023/2024: 45.
- sezon 2024/2025: 30.

#### Miejsca na podium
1. Bansko – 27 lutego 2021 (gigant) – 3. miejsce
2. Kranjska Gora – 13 marca 2021 (gigant) – 3. miejsce
3. Kranjska Gora – 13 marca 2022 (gigant) – 2. miejsce
4. Val d’Isère – 14 grudnia 2024 (gigant) – 2. miejsce